# Haratin
Haratin, arabisch حراطين, DMG ḥarāṭīn (Pl.; Sing. m.: حرطاني / ḥarṭānī), sind frühere Sklaven (arabisch ʿabīd) oder Nachkommen von Sklaven, die eine Ethnie bilden und meist Landwirtschaft in den Oasen der westlichen Sahara betreiben. Haratin leben überwiegend in Mauretanien, ferner in der Westsahara, im Süden Marokkos, im Senegal, in Algerien und in Mali. Die Tuareg nennen sie Izzeggaren.
Der Begriff Haratin wird volksetymologisch abgeleitet von ḥorr, „frei“ oder „Freie“ und ṯnān, „zwei“ oder ṯāni, „der Zweite“. Er lässt sich als „die nachträglich Befreiten“ übersetzen und wird als Unterscheidung zu den hellhäutigeren Mauren, den Beiḍān („Weiße“) verwendet.
Die Haratin sprechen Hassania, seltener Berbersprachen. In Mauretanien stellten Haratin und andere dunkelhäutige Bevölkerungsgruppen in den 1960er Jahren 30 bis 35 Prozent der Bevölkerung. Auch in der Westsahara stellen sie einen hohen Bevölkerungsanteil. Haratin bildeten in Mauretanien eine Kaste von Leibeigenen und viele leben noch heute unter sklavereiähnlichen Bedingungen. Aus ihrer Geschichte resultiert eine weit verbreitete Diskriminierung. 
Die Herkunft der Haratin ist unklar. Haratin könnten Nachkommen eines schwarzen Volkes sein, das vor der Ankunft der Berber im Bereich der Sahara lebte. Möglicherweise gehören Haratin zu den Nachkommen von Sklaven in der westlichen Sudanregion. Beides ist spekulativ. In Marokko und Mauretanien sind Haratin und generell die schwarzafrikanischen Bevölkerungsgruppen bevorzugt in der Landwirtschaft der Oasen tätig. Haratin könnten aus einer Vermischung von Berbern und Schwarzafrikanern hervorgegangen sein. Eine solche geografische und ethnische Abgrenzung berücksichtigt jedoch nicht die sozialen Schichten, die unabhängig von der Hautfarbe existieren. Haratin leben im gesamten Gebiet und können auch Hirten sein.
In manchen marokkanischen Traditionen der mündlichen Überlieferung waren die Haratin der südöstlichen Oasen die ursprünglichen Bewohner. Insgesamt ist in Marokko diese Bezeichnung weniger gebräuchlich; dunkelhäutige Menschen werden eher als Ait Dra (berberisch) oder Draoua (arabisch), also als „Leute aus dem Wadi Dara“, bezeichnet.
Haratin sind in Marokko nicht zu verwechseln mit den Gnawa. So nennen sich die Mitglieder eines volksislamischen Sufi-Ordens (Tariqa) mit schwarzafrikanischen Wurzeln, die durch ihre Musik, Tänze und Besessenheitsrituale (Derdeba) bekannt sind. Da sich die marokkanische Gesellschaft modernisiert und urbanisiert hat, verringerte sich die Bedeutung der ethnischen und sozialen Zugehörigkeit durch Migration in die Stadt und durch Mischehen. In der bis zur Mitte des 20. Jahrhunderts noch fast ausschließlich nomadischen Lebensweise in Mauretanien ist die Einteilung in gesellschaftliche Klassen dagegen noch präsent.